# Arrest, Somme
Arrest är en kommun i departementet Somme i regionen Hauts-de-France i norra Frankrike. Kommunen ligger i kantonen Saint-Valery-sur-Somme som tillhör arrondissementet Abbeville. År 2022 hade Arrest 825 invånare.

## Befolkningsutveckling
Antalet invånare i kommunen Arrest
| Referens: INSEE |